# Voïvodie de Polésie
1921–1939
La voïvodie de Polésie est une entité administrative de la Deuxième République de Pologne. Créée en 1921, elle cessa d'exister en 1939. Sa capitale était la ville de Brześć.

## Villes principales
- Brześć
- Pińsk
- Dawigródek
- Łuniniec
- Kobryń
- Prużana
- Sarny
- Stolin

## Population
D'après le recensement effectué en 1921
- Biélorusses 42,6%; 375 220
- Polonais 24,3%; 214 052
- Ukrainiens 17,7%; 156 142
- Juifs 10,4%; 91 251
- Politchouki (pl) 4,4%; 38 565
- Russes 0,5%; 4 303
- Allemands 0,1%; 905

## Religions
- orthodoxes 79,2%; 697 373
- juifs 12,6%; 110 639
- catholiques 7,8%; 68 698
- évangéliques 0,4%; 3 804